# Наречена джунглів

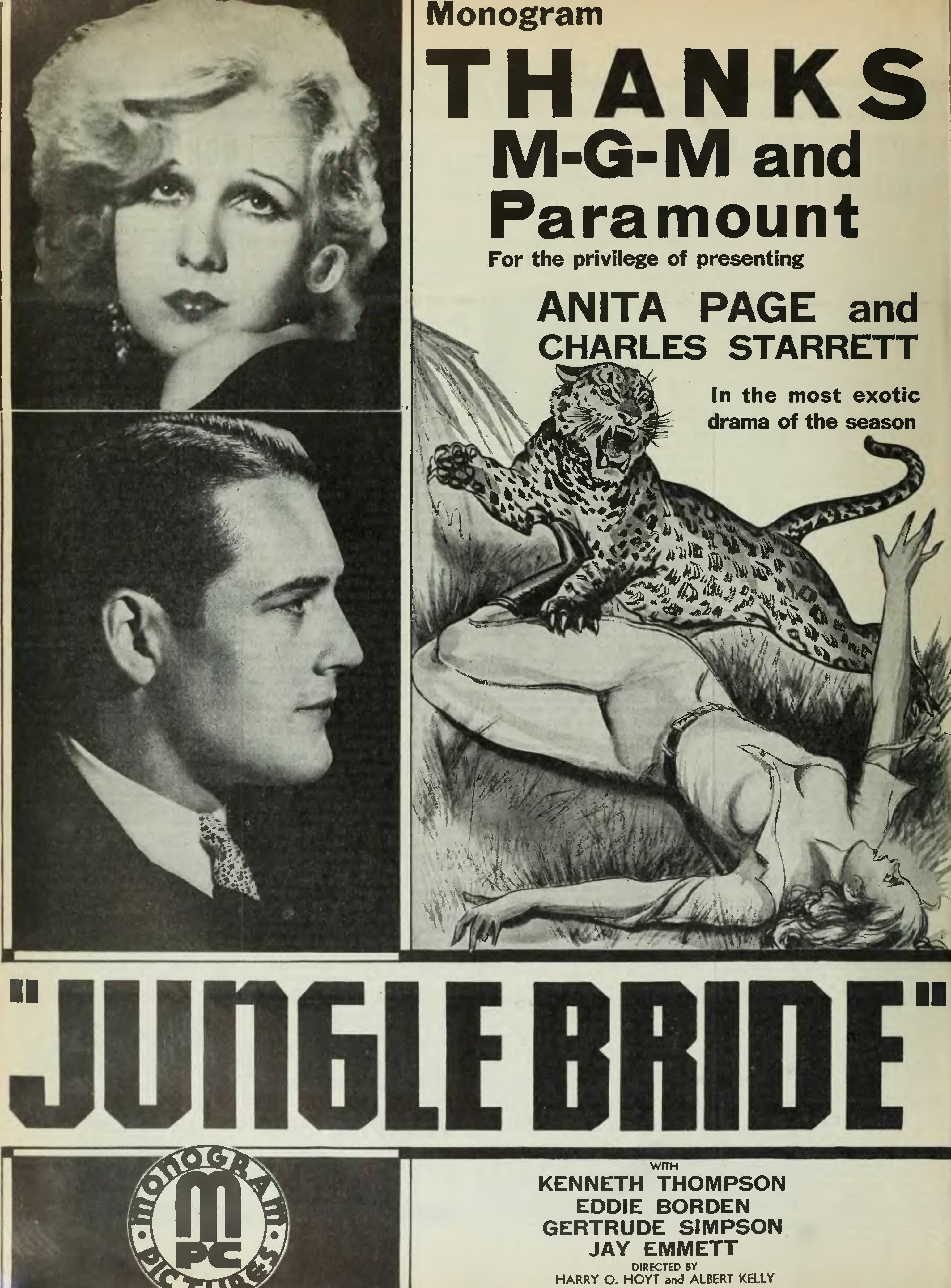
1932

Наречена джунглів (англ. Jungle Bride) — американська пригодницька драма режисера Гаррі О. Хойта 1933 року.

## У ролях
- Аніта Пейдж — Доріс Еванс
- Чарльз Старретт — Гордон Вейн
- Кеннет Томсон — Джон Франклін
- Едді Борден — Едді Стівенс
- Гертруда Сімпсон — Лаура
- Джей Емметт — Джиммі
- Кларенс Гелдарт — капітан Андерсен
- Альфред Кросс — пасажир на палубі